# Bebe (ciudad)
Bebe (en griego, Βοίβη) es el nombre de una antigua ciudad griega de Tesalia, que fue mencionada por Homero en el catálogo de las naves de la Ilíada, donde formaba parte de los territorios que gobernaba Eumelo.
Estrabón comenta que estaba a orillas del lago Bebeide y que en su tiempo era una de las poblaciones que dependía de Demetríade. Esteban de Bizancio la califica como polis. Según Talbert aún existía como polis en el año 293 a. C. Se ha sugerido que podría haberse localizado en el yacimiento de Petra, cerca de la moderna localidad de Stefanovikio.